# Balkan Insight
Balkan Insight, skračeno BI, mrežna stranica Balkanske istraživačke mreže (BIRN) sa fokusom na vijesti, analize, komentare i istraživačko novinarstvo u jugoistočnoj Europi. Vode ga novinari iz jugoistočne Europe. BIRN je osnovan 2004. godine kao mreža nevladinih udruga za promicanje jakih, neovisnih i slobodnih medija u južnoj i istočnoj Europi. Balkan Insight je nasljednik BIRN-ovog biltena Balkan Crisis Report (»Balkanski krizni izvještaj«). Balkan Insight izvještava iz Albanije, Bosne i Hercegovine, Bugarske, Hrvatske, Sjeverne Makedonije, Moldavije, Crne Gore, Rumunjske, Srbije i s Kosova. Sjedište je u Beogradu.

## Recepcija
Neue Zürcher Zeitung (»Nove ciriške novine«) opisale su Balkan Insight »vrlo cijenjenim internetskim portalom«, a BIRN »cijenjenim zbog svoje neovisnosti i ozbiljnosti«. Godine 2015., časopis Academicus International Scientific Journal izvijestio je kako je Balkan Insight »vodeća stranica koja pokriva vijesti Zapadnog Balkana«, te da često objavljuje mišljenja međunarodnih čelnika. Prema riječima Robina Wilsona, Balkan Insight je »vrijedan izvor objektivne analize zemalja bivše Jugoslavije, za razliku od jugoslavenskih medija koji su se podijelili po nacionalističkim linijama«. Wilson je izjavio da BI privlači kvalitetne suradnike i održava razdvajanje između izvješćivanja i mišljenja.

## Financiranje
Donatori Balkanske istraživačke mreže su Europska komisija (EK), Delegacija Europske unije u Crnoj Gori, Austrijska razvojna agencija i norveško Ministarstvo vanjskih poslova.

## Vanjske poveznice
- Službena web stranica BIRN-a
- Mrežna stranica Balkan Insight